# Trappistenabtei Huntsville
Die Trappistenabtei Huntsville (lat. Abbatia Beatae Mariae de Sancta Trinitate) war von 1947 bis 2017 ein US-amerikanisches Kloster in Huntsville, Weber County, Utah, Bistum Salt Lake City.

## Geschichte
Die Trappistenabtei Gethsemani gründete 1947 in über 2000 Metern Höhe in den Rocky Mountains östlich Ogden (Utah) das Tochterkloster Our Lady of the Holy Trinity („Unsere Liebe Frau von der Heiligen Dreifaltigkeit“), das 1948 zur Abtei erhoben wurde. 2017 wurde das Kloster aus Mangel an Berufungen geschlossen.

## Obere, Prioren und Äbte
- Maurice Lans (1947–1955)
- Bellarmin McQuiston (1955–1956)
- Emmanuel Spillane (1956–1982)
- Malachy Flaherty (1983–1995)
- Leander Dosch (1995–2000)
- Alan Hohl (2000–2001)
- Casimir Bernas (2001–2007)
- David Altman (2007–2013)
- Brendan Freeman (2013–)